# Secrétariat d'État à l'Union européenne (Espagne)
Le secrétariat d'État à l'Union européenne d'Espagne (en espagnol : Secretaría de Estado para la Unión Europea) est le secrétariat d'État chargé de la formulation et de l'exécution de la politique espagnole dans le champ européen.
Il relève du ministère des Affaires étrangères.

## Missions

### Fonctions
Le secrétariat d'État à l'Union européenne coordonne l'action avec les autres administrations publiques de l'Union européenne et donne les instructions à l'ambassadeur permanent espagnol devant l'Union européenne.

### Organisation
Le secrétariat d’État à l'Union Européenne s'organise de la manière suivante,,, :
- Secrétaire d'État à l'Union Européenne (Secretario de Estado para la Unión Europea) ;
  - Secrétariat général pour l'Union européenne ;
    - Direction générale de l'Intégration et de la Coordination des affaires générales de l'Union européenne ;
      - Sous-direction générale des Affaires institutionnelles ;
      - Sous-direction générale des Relations extérieures et des Affaires commerciales ;
      - Sous-direction générale des Affaires économiques et financières ;
      - Sous-direction générale des Affaires de justice et de l'Intérieur ;

    - Direction générale de la Coordination du marché intérieur et des autres politiques communautaires ;
      - Sous-direction générale des Affaires industrielles, énergétiques, de transports, des communications et de l'environnement ;
      - Sous-direction générale des Affaires agricoles, halieutiques, alimentaires et maritimes ;
      - Sous-direction générale des Affaires sociales, éducatives, culturelles, de santé et de consommation ;
      - Sous-direction générale des Affaires juridiques ;

  - Direction générale de l'Europe occidentale, centrale, et du sud-est de l'Europe ;
    - Sous-direction générale des Pays de l'Union européenne ;
    - Sous-direction générale des Pays candidats, des Pays de l'Espace économique européen et des Autres pays européens ;
    - Bureau des Affaires de Gibraltar.

## Titulaires
| Titulaire                                            | Titulaire                              | Début      | Fin         | Parti |
| ---------------------------------------------------- | -------------------------------------- | ---------- | ----------- | ----- |
|                                                      | Raimundo Bassols Jacas                 | 28/02/1981 | 08/12/1982  | Sans  |
|                                                      | Manuel Marín                           | 08/12/1982 | 28/10/1985  | PSOE  |
|                                                      | Pedro Solbes                           | 28/10/1985 | 16/03/1991  | Sans  |
|                                                      | Carlos Westendorp                      | 16/03/1991 | 23/12/1995  | PSOE  |
|                                                      | Emilio Fernández-Castaño y Díaz-Caneja | 23/12/1995 | 14/05/1996  | PSOE  |
|                                                      | Ramón de Miguel y Egea                 | 14/05/1996 | 20/04/2004  | PP    |
|                                                      | Alberto José Navarro González          | 20/04/2004 | 15/04/2008  | PSOE  |
|                                                      | Diego López Garrido                    | 15/04/2008 | 24/12/2011  | PSOE  |
|                                                      | Íñigo Méndez de Vigo                   | 24/12/2011 | 27/06/2015  | PP    |
|                                                      | Fernando Eguidazu Palacios             | 04/07/2015 | 03/12/2016  | PP    |
|                                                      | Jorge Toledo Albiñana                  | 03/12/2016 | 23/06/2018  | PP    |
|                                                      | Luis Marco Aguiriano Nalda             | 23/06/2018 | 05/02/2020  | PSOE  |
|                                                      | Juan González-Barba Pera               | 05/02/2020 | 22/12/2021  | Sans  |
|                                                      | Pascual Ignacio Navarro Ríos           | 22/12/2021 | 20/12/2023  | Sans  |
|                                                      | Fernando Mariano Sampedro Marcos       | 22/12/2023 | En fonction | PSOE  |
| Titres successifs : - depuis 2018 : Union européenne |                                        |            |             |       |